# Victor Moore
Victor Moore, all'anagrafe Victor Frederick Moore (Hammonton, 24 febbraio 1876 – Long Island, 23 luglio 1962), è stato un attore, regista e sceneggiatore statunitense.

## Biografia
Il suo esordio cinematografico risale al 1915, quando fu protagonista del film Snobs di Oscar Apfel, anche se era già apparso sullo schermo come ospite in un cortometraggio del 1910 che presentava numerosi artisti del vaudeville e dello sport. Sempre nel 1915, venne diretto da Cecil B. DeMille. Lavorò al cinema e a teatro, diventando uno dei nomi più noti della scena di Broadway.
Nella sua carriera, girò una settantina di pellicole. La sua ultima apparizione cinematografica fu nel 1955, quando interpretò il ruolo dell'idraulico nel film Quando la moglie è in vacanza di Billy Wilder. Morì per un attacco cardiaco nel 1962, all'età di 86 anni. È sepolto al Cypress Hills Cemetery di Brooklyn.

## Filmografia parziale

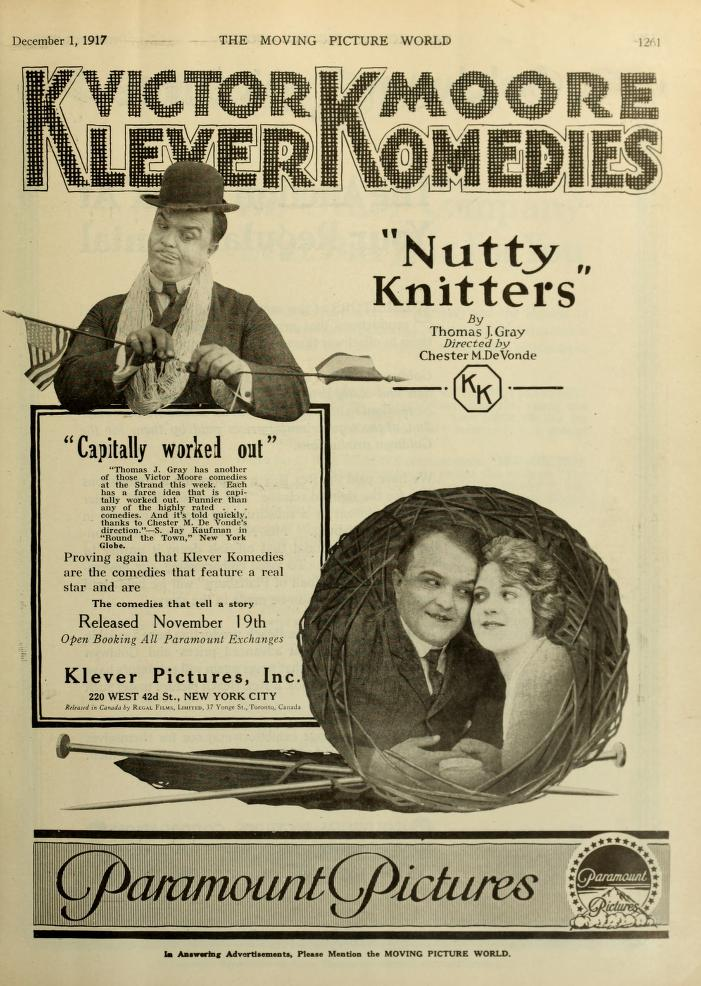
Nutty Knitters (1917)

### Attore
- Actors' Fund Field Day - cortometraggio (1910)
- Snobs, regia di Oscar Apfel (1915)
- Chimmie Fadden, regia di Cecil B. DeMille (1915)
- Chimmie Fadden Out West, regia di Cecil B. DeMille (1915)
- The Race, regia di George Melford (1916)
- The Clown, regia di William C. de Mille (1916)
- The Wrong Mr. Fox, regia di Harry Jackson (1917)
- Flivvering, regia di Harry Jackson (1917)
- Ladies Not Allowed, regia di Joseph Santley (1932)
- Follie d'inverno (Swing Time), regia di George Stevens (1936)
- Amore in otto lezioni (Gold Diggers of 1937), regia di Lloyd Bacon (1936)
- Cupo tramonto (Make Way for Tomorrow), regia di Leo McCarey (1937)
- Una ragazza fortunata (She's Got Everything), regia di Joseph Santley (1937)
- The Life of the Party, regia di William A. Seiter (1937)
- Il Re della Louisiana (Louisiana Purchase) di Irving Cummings (1941)
- Signorine, non guardate i marinai (Star Spangled Rhythm), regia di George Marshall (1942)
- Ziegfeld Follies, regia di Lemuel Ayers, Roy Del Ruth, Vincente Minnelli, George Sidney (1945)
- Accadde nella quinta strada (It Happened on Fifth Avenue), regia di Roy Del Ruth (1947)
- La strada della felicità (On Our Merry Way), regia di Leslie Fenton, King Vidor (1948)
- Matrimoni a sorpresa (We're Not Married!), regia di Edmund Goulding (1952)
- Quando la moglie è in vacanza (The Seven Year Itch), regia di Billy Wilder (1955)

### Regista
- In Society and Out (1916)

### Sceneggiatore
- The Wrong Mr. Fox di Harry Jackson (1917)
- Flivvering di Harry Jackson (1917)

## Doppiatori italiani
- Lauro Gazzolo in Follie d'inverno, Matrimoni a sorpresa, Quando la moglie è in vacanza